# Big Muddy Creek
Cet article possède un paronyme, voir Big Muddy.
Le Big Muddy Creek est un affluent de la rive gauche du Missouri et donc un sous-affluent du Mississippi. Son cours est long d'environ 307 km et arrose la province canadienne de la  Saskatchewan et l'état américain du Montana. Son nom signifie littéralement en français le grand ruisseau boueux.

## Géographie
La rivière prend sa source dans le sud de la  Saskatchewan, à environ 32 km au nord-ouest du hameau de Big Beaver. Il coule en direction du sud-ouest et traverse les Big Muddy Badlands, puis vers le sud et traverse le comté de Comté de Sheridan (Montana), puis vers l'est et arrose Plentywood et enfin à nouveau vers le sud et marque la frontière est de la réserve indienne de Fort Peck. Il rejoint le Missouri à l'ouest de Culberston.
Il fut exploré par l'expédition Lewis et Clark qui nomma la rivière Martha's River. Avec le Milk et la Poplar River, il est l'un des trois affluents du Missouri à drainer une petite partie du Canada.